# 24-Stunden-Rennen von Daytona 1967

Skizze des Daytona International Speedway, das Rennen wurde auf dem kombinierten Oval- und Straßenkurs ausgetragen

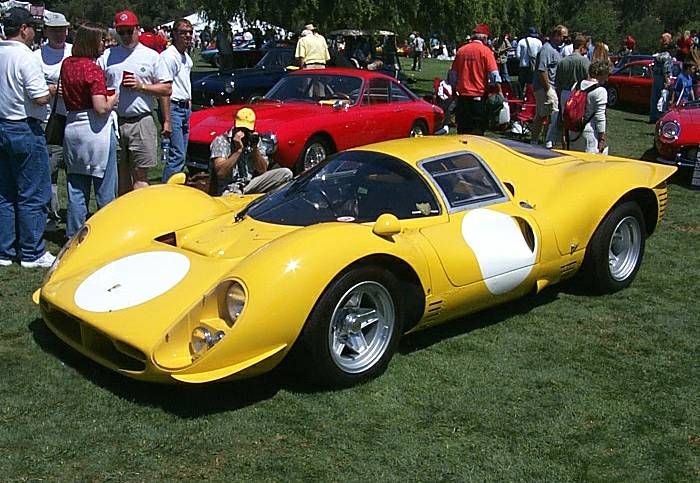
Der Ferrari 412P der Ecurie Francorchamps; Willy Mairesse und Jean Blaton fielen mit dem Wagen nach einem Getriebeschaden nach 2/3 der Distanz aus

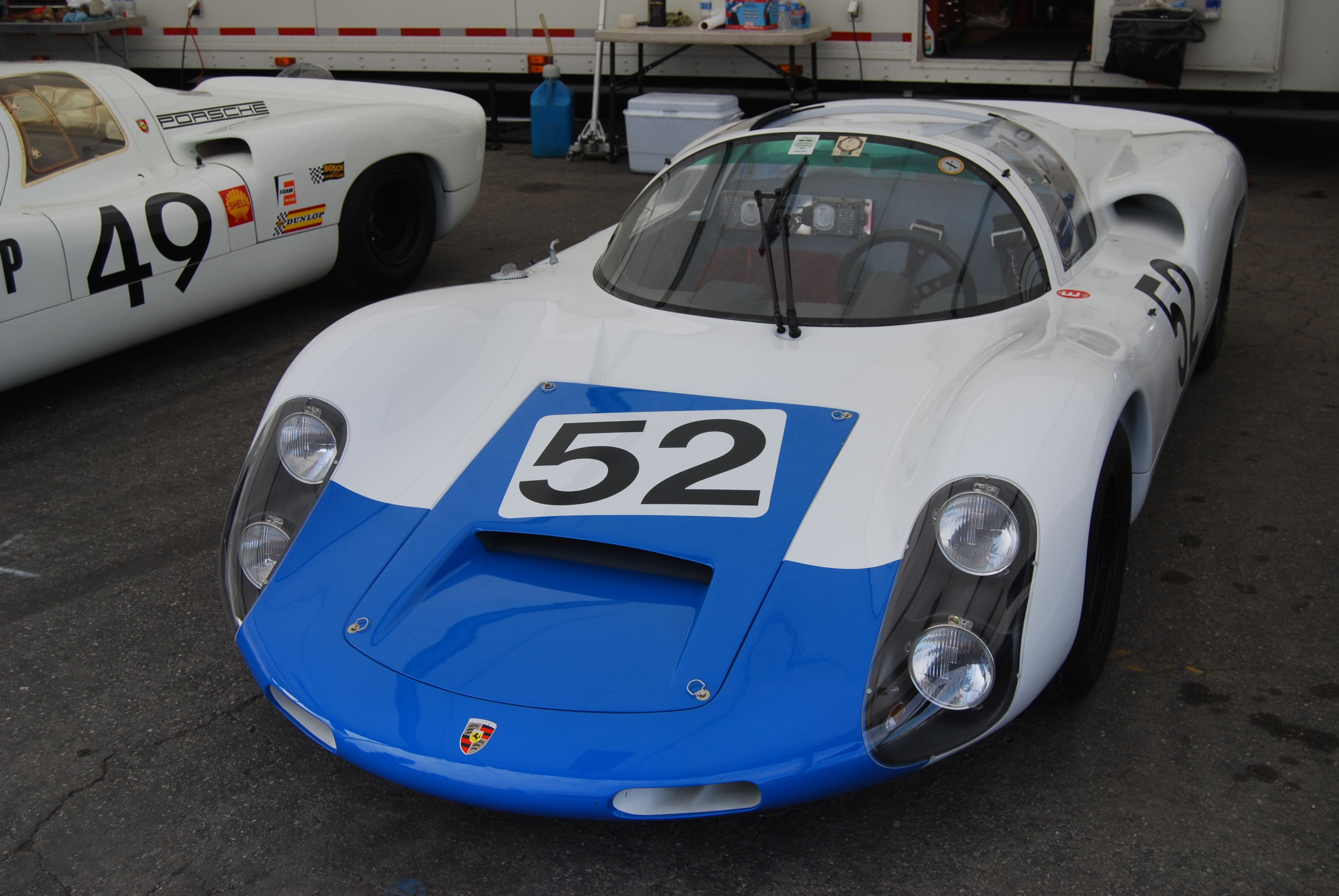
Der Porsche 910 mit der Startnummer 52, der von Hans Herrmann und Joseph Siffert an die vierte Stelle der Gesamtwertung pilotiert wurde

Das zweite 24-Stunden-Rennen von Daytona, auch 6th Annual Daytona Continental 24 Hours, Daytona International Speedway, fand am 4. und 5. Februar 1967 auf dem  Daytona International Speedway statt und war der erste Wertungslauf der Sportwagen-Weltmeisterschaft dieses Jahres.

## Das Rennen
Mit dem 24-Stunden-Rennen von Daytona begann im Februar die Sportwagen-Weltmeisterschaft 1967. Zum zweiten Mal nach 1966 wurde auf dem Daytona International Speedway ein 24-Stunden-Rennen ausgefahren. 1966 waren Ken Miles und Lloyd Ruby auf einem von Carroll Shelby gemeldeten Ford GT40 Mk.II siegreich geblieben.
Ford kam mit einer großen Mannschaft nach Daytona. Im Training erzielte Dan Gurney im Ford Mk.II von Shelby American mit einer Zeit von 1.55.100 Minuten die schnellste Runde. Diese Zeit entsprach einem Schnitt von 191.779 km/h. Knapp dahinter folgte der neue Chaparral 2F, der von Phil Hill und Mike Spence gefahren wurde. An der dritten Stelle folgte der schnellste Ferrari. Ein 412P, gemeldet vom North American Racing Team und pilotiert von Pedro Rodríguez und Jean Guichet. Auf die Pole-Position-Zeit von Gurney fehlten nur 0,3 Sekunden. Dahinter folgte der P4-Werkswagen von Chris Amon und Lorenzo Bandini. Schnellster Porsche im Training war der Werks-906E von Gerhard Mitter und Jochen Rindt an der 16. Stelle, knapp vor den Teamkollegen Hans Herrmann und Joseph Siffert im neuen Porsche 910. Mit 2:04,900 und 2:05,000 Minuten war den Rückstand auf die schnellen Ford und Ferrari allerdings bereits beträchtlich.
Obwohl die schnellen Ford von Beginn an die schnellsten Rundenzeiten fuhren, endete das Rennen für die Ford Motor Company mit einem herben Rückschlag. Ein Fabrikationsfehler beim ZF-Getriebe sorgte für den Ausfall fast aller Wagen. Nur das von John Wyer gemeldete Fahrzeug mit der Nummer 11, sowie der Werkswagen von Bruce McLaren und Lucien Bianchi und der William-Wonder-GT40 kamen hintereinander auf den Rängen sechs, sieben und acht ins Ziel.

### Der Triumph von Ferrari
Für Ferrari endete das Rennen mit einem 3-Fachsieg. Hinter den beiden Werkswagen von Bandini/Amon und Parkes/Scarfiotti landete der North-American-Racing-412P an der dritten Stelle. Unter der Führung des neuen Rennleiters Franco Lini war der Erfolg in Daytona von doppelter Bedeutung. Erstens gelang der Erfolg auf der legendären Rennstrecke des Daytona 500 und damit auf US-amerikanischen Boden im Heimatland des großen Gegners Ford. Und zweitens sorgte dieser Sieg für große Aufmerksamkeit in der Öffentlichkeit und verhalf Ferrari, unterstützt durch nachfolgende Werbeaktivitäten, zu neuen Verkaufsrekorden der Straßenfahrzeuge in den Vereinigten Staaten.

## Ergebnisse

### Schlussklassement
| 1               | P + 2.0  | 23 | Ferrari s.p.a.                | Lorenzo Bandini Chris Amon                   | Ferrari 330P4                  | 666 |
| 2               | P + 2.0  | 24 | Ferrari s.p.a.                | Mike Parkes Ludovico Scarfiotti              | Ferrari 330P4                  | 663 |
| 3               | P + 2.0  | 26 | North American Racing Team    | Pedro Rodríguez Jean Guichet                 | Ferrari 412P                   | 637 |
| 4               | P 2.0    | 52 | Porsche of Stuttgart          | Hans Herrmann Joseph Siffert                 | Porsche 910                    | 618 |
| 5               | P 2.0    | 55 | Squadra Tartaruga Switzerland | Dieter Spoerry Rico Steinemann               | Porsche 906LH                  | 608 |
| 6               | S + 2.0  | 11 | J. W. Automotive              | Dick Thompson Jacky Ickx                     | Ford GT40                      | 601 |
| 7               | P + 2.0  | 1  | Shelby American               | Bruce McLaren Lucien Bianchi                 | Ford Mk.II                     | 593 |
| 8               | S + 2.0  | 20 | William Wonder Inc.           | William Wonder Raymond Caldwell              | Ford GT40                      | 573 |
| 9               | GT 2.0   | 54 | RBM Motors                    | Jack Ryan Bill Bencker                       | Porsche 911S                   | 555 |
| 10              | T 2.0    | 61 | George Drolsom                | George Drolsom Harold Williamson             | Porsche 911S                   | 542 |
| 11              | T + 2.0  | 72 | Ring Free Oil Racing Team     | Paul Richards Ray Cuomo John Norwood         | Ford Mustang                   | 526 |
| 12              | T + 2.0  | 19 | Howmet Corp.                  | Ray Heppenstall Bill Seeley                  | Ford Falcon                    | 518 |
| 13              | GT 2.0   | 73 | Peter Marinelli               | John Tremblay Larry B. Perkins               | Volvo P1800                    | 500 |
| 14              | GT + 2.0 | 43 | Cannons Auto Service          | Dana Kelder Ara Dube                         | Triumph TR4A                   | 499 |
| 15              | T + 2.0  | 21 | Brock Yates                   | Brock Yates Charles Krueger                  | Dodge Dart                     | 498 |
| 16              | T + 2.0  | 66 | Tom Yeager                    | Tom Yeager Walt Hane Peter Feistman          | Ford Mustang                   | 498 |
| 17              | GT 2.0   | 86 | Kenneth G. Chambliss          | Bill Eve Ernie Croucher Pete Glenn           | MGB                            | 493 |
| 18              | GT + 2.0 | 42 | Cannons Auto Service          | Steven Sommer Guido Levetto                  | Triumph TR4A                   | 491 |
| 19              | T 2.0    | 75 | Ike Maxwell                   | Ike Maxwell William Martin                   | Volvo 122S                     | 485 |
| 20              | T + 2.0  | 71 | Ring Free Oil Racing Team     | Anita Taylor Smokey Drolet Janet Guthrie     | Ford Mustang                   | 484 |
| 21              | S + 2.0  | 32 | Peter Clarke                  | Peter Clarke Edward Nelson                   | Ferrari 250LM                  | 484 |
| 22              | T 2.0    | 89 | Ross Bremer                   | Ross Bremer Don Kearney Billy Turner         | Ford Cortina Lotus             | 477 |
| Nicht klassiert |          |    |                               |                                              |                                |     |
| 23              | T 2.0    | 77 | Precision Auto Inc.           | John Bentley Brian Beddow                    | Alfa Romeo GTA                 | 465 |
| 24              | P 2.0    | 96 | Jim Baker                     | Donna Mae Mims Suzy Dietrich                 | ASA 411                        | 459 |
| 25              | P 2.0    | 84 | Jim Baker                     | Dick Ganger Al Weaver Ken Goodman            | MGB GT                         | 406 |
| 26              | T 2.0    | 74 | Arthur Mollin Racing Ent.     | Arthur Mollin Art Riley                      | Volvo 122S                     | 400 |
| 27              | T 2.0    | 90 | Del Russo Taylor              | Del Russo Taylor Bob Pratt Charles Lyon      | Alfa Romeo GTA                 | 360 |
| 28              | GT + 2.0 | 46 | Richard Robson                | Richard Robson Rajah Rodgers Bill Buchman    | Jaguar XKE                     | 320 |
| 29              | GT + 2.0 | 48 | Atlas Van Lines               | Tim Burr Buell Owen Clint Cavin              | Triumph TR4                    | 264 |
| Ausgefallen     |          |    |                               |                                              |                                |     |
| 30              | P + 2.0  | 3  | Shelby American               | A. J. Foyt Dan Gurney                        | Ford Mk.II                     | 464 |
| 31              | T + 2.0  | 36 | Roger Penske                  | George Wintersteen Joe Welch Bob Brown       | Chevrolet Camaro               | 456 |
| 32              | P + 2.0  | 33 | Ecurie Francorchamps          | Willy Mairesse Jean Blaton                   | Ferrari 412P                   | 401 |
| 33              | GT + 2.0 | 18 | Roger West                    | Roger West Bobby Allison                     | Shelby GT350                   | 343 |
| 34              | P 2.0    | 34 | Harrah Modern Classic Motors  | Charlie Kolb John Fulp                       | Ferrari Dino 206S              | 341 |
| 35              | P + 2.0  | 28 | North American Racing Team    | Jo Schlesser Masten Gregory Peter Gregg      | Ferrari 365P2                  | 338 |
| 36              | P + 2.0  | 14 | Chaparral Cars Inc.           | Bob Johnson Bruce Jennings                   | Chaparral 2D                   | 334 |
| 37              | GT + 2.0 | 67 | Dos Caballos Racing Inc.      | Fred van Beuren Paul Jett Don Pike           | Shelby GT350                   | 313 |
| 38              | T + 2.0  | 76 | John McComb                   | John McComb Dave Dooley                      | Ford Mustang                   | 312 |
| 39              | P + 2.0  | 31 | David Piper                   | David Piper Richard Attwood                  | Ferrari 365P2/3                | 311 |
| 40              | P + 2.0  | 6  | Holman & Moody                | Lloyd Ruby Denis Hulme                       | Ford Mk.II                     | 299 |
| 41              | P + 2.0  | 5  | Holman & Moody                | Mario Andretti Richie Ginther                | Ford Mk.II                     | 298 |
| 42              | P + 2.0  | 2  | Shelby American               | Ronnie Bucknum Frank Gardner                 | Ford Mk.II                     | 274 |
| 43              | T + 2.0  | 40 | Craig Fisher                  | Craig Fisher George Eaton                    | Chevrolet Camaro               | 258 |
| 44              | P + 2.0  | 4  | Holman & Moody                | Mark Donohue Peter Revson                    | Ford Mk.II                     | 236 |
| 45              | P 2.0    | 51 | Porsche of Stuttgart          | Gerhard Mitter Jochen Rindt                  | Porsche 906E                   | 194 |
| 46              | T + 2.0  | 16 | Joie Chitwood                 | Joie Chitwood junior Jack McClure            | Chevrolet Camaro               | 186 |
| 47              | GT + 2.0 | 45 | Joe Hines                     | C. C. Canada Joe Hines T. J. Kelly           | Triumph TR4                    | 186 |
| 48              | P 2.0    | 53 | Porsche of Stuttgart          | Udo Schütz Rolf Stommelen Gijs van Lennep    | Porsche 906                    | 170 |
| 49              | S 2.0    | 56 | Charles Vögele                | Charles Vögele Walter Habegger               | Porsche 906LH                  | 146 |
| 50              | GT + 2.0 | 29 | Pedro Rodríguez               | Carlos Salas Guterrez Hector Rebaque senior  | Ferrari 275 GTB/C              | 136 |
| 51              | P 2.0    | 47 | Fred Opert Racing             | Peter Gethin Fred Opert Roy Pike             | Chevron B4                     | 106 |
| 52              | S + 2.0  | 9  | Brescia Racing Corse          | Umberto Maglioli Mario Casoni                | Ford GT40                      | 93  |
| 53              | P + 2.0  | 15 | Chaparral Cars                | Phil Hill Mike Spence                        | Chaparral 2F                   | 93  |
| 54              | P + 2.0  | 8  | Jim White Chevrolet Inc.      | Tony Denman Bob Brown                        | Chevrolet Corvette Grand Sport | 72  |
| 55              | T 2.0    | 82 | Harry Theodoracopulos         | Harry Theodoracopulos Sam Posey Jim Haynes   | Alfa Romeo GTA                 | 69  |
| 56              | S + 2.0  | 7  | Herb Byrne                    | Herb Byrne Dick Thetford Russell Beazell     | Shelby Cobra                   | 56  |
| 57              | GT + 2.0 | 44 | Ray Stoutenburg               | Ray Stoutenburg James Taylor Roger McCluskey | Triumph TR4A                   | 22  |
| 58              | T 2.0    | 87 | Chet Freeman                  | Chet Freeman Al Weaver John Marshall         | Ford Cortina Lotus             | 18  |
| 59              | GT 2.0   | 63 | Dockery Ford Inc.             | Bob Grossman Martin Krinner                  | Shelby GT350                   | 1   |
| Nicht gestartet |          |    |                               |                                              |                                |     |
| 60              | T + 2.0  | 22 | JoKar Racing Associates       | Frank Karmatz Raymond Caldwell               | Plymouth Barracuda             | 1   |
| 61              | S 2.0    | 58 | Rod Savyer                    | Tony Dean Trevor Taylor                      | Porsche 906                    | 2   |
| 62              | T 2.0    | 85 | Jim Baker                     | Ken Goodman Jim Baker                        | Alfa Romeo GTA                 | 3   |

1nicht gestartet
2Ventilschaden im Training
3nicht gestartet

### Nur in der Meldeliste
Hier finden sich Teams, Fahrer und Fahrzeuge, die ursprünglich für das Rennen gemeldet waren, aber aus den unterschiedlichsten Gründen daran nicht teilnahmen.
| Pos. | Klasse  | Nr. | Team                        | Fahrer                       | Chassis             |
| ---- | ------- | --- | --------------------------- | ---------------------------- | ------------------- |
| 63   | T + 2.0 | 17  | Bob Johnson                 | Tom Payne Don Sesslar        | Ford Falcon         |
| 64   | P 2.0   | 25  | Scuderia Sant Ambroeus srl. | Giampiero Biscaldi           | Ferrari Dino 206SP  |
| 65   | P + 2.0 | 27  | North American Racing Team  | Peter Gregg Jo Schlesser     | Ferrari 330P3       |
| 66   | P + 2.0 | 33  | Ecurie Francorchamps        | Willy Mairesse Jean Blaton   | Ferrari 250LM       |
| 67   | P 2.0   | 35  | Modern Classic Motors       | Charlie Kolb John Fulp       | Ferrari Dino 206SP  |
| 68   | S 2.0   | 57  | B & B Motors Ltd.           | Bob Bailey John Kelly        | Porsche 356 Carrera |
| 69   | P 2.0   | 60  | Pedrick Motor Co.           | James Mahoney F. W. Brundick | Porsche 904 GTS     |
| 70   | S 2.0   | 62  | Baker Racing Team           | Fred Baker Lee Cutler        | Porsche 906         |
| 71   | P 2.0   | 96  | Ring Free Oil Racing Team   | Paul Richards Ray Cuomo      | Alpine A110         |

### Klassensieger
| Klasse   | Fahrer                  | Fahrer            | Fahrer       | Fahrzeug      | Platzierung im Gesamtklassement |
| -------- | ----------------------- | ----------------- | ------------ | ------------- | ------------------------------- |
| P + 2.0  | Lorenzo Bandini         | Chris Amon        |              | Ferrari 330P4 | Gesamtsieg                      |
| P 2.0    | Hans Herrmann           | Joseph Siffert    |              | Porsche 910   | Rang 4                          |
| S + 2.0  | Dick Thompson           | Jacky Ickx        |              | Ford GT40     | Rang 6                          |
| S + 2.0  | kein Teilnehmer im Ziel |                   |              |               |                                 |
| GT + 2.0 | Dana Kelder             | Ara Dube          |              | Triumph TR4A  | Rang 14                         |
| GT 2.0   | Jack Ryan               | Bill Bencker      |              | Porsche 911S  | Rang 9                          |
| T + 2.0  | Paul Richards           | Ray Cuomo         | John Norwood | Ford Mustang  | Rang 11                         |
| T 2.0    | George Drolsom          | Harold Williamson |              | Porsche 911S  | Rang 10                         |

### Renndaten
- Gemeldet: 71
- Gestartet: 59
- Gewertet: 22
- Rennklassen: 8
- Zuschauer: unbekannt
- Wetter am Renntag: warm und trocken
- Streckenlänge: 6,132 km
- Fahrzeit des Siegerteams: 24:00:32,000 Stunden
- Gesamtrunden des Siegerteams: 666
- Gesamtdistanz des Siegerteams: 4083,646 km
- Siegerschnitt: 170,088 km/h
- Pole Position: Dan Gurney – Ford GT40 Mk.II (#3) – 1:55,100 = 191.779  km/h
- Schnellste Rennrunde: Phil Hill – Chaparral 2F (#15) – 1:55,690 = 190.801 km/h
- Rennserie: 1. Lauf zur Sportwagen-Weltmeisterschaft 1967